# Patrick Allen (guvernator general)
Sir Patrick Linton Allen (n. 7 februarie 1951, Kingston, Jamaica) este un om de stat jamaican și fost pastor adventist de ziua a șaptea, care deține funcția de guvernator general al Jamaicăi din 26 februarie 2009.
Al patrulea din cei cinci copii ai unei familii de agricultori de subzistență, Allen a petrecut peste un deceniu lucrând ca învățător și director de școală, înainte de a renunța la cariera didactică pentru a se pregăti ca pastor adventist la Universitatea Andrews din Statele Unite. După hirotonire, Allen a ocupat o serie de funcții de conducere în cadrul Bisericii Adventiste de Ziua a Șaptea, devenind în cele din urmă liderul Uniunii Bisericilor Adventiste din Indiile de Vest, organizație care avea jurisdicție asupra Jamaicăi, Bahamasului, Insulelor Cayman și Insulelor Turks și Caicos.
Allen a devenit al șaselea guvernator general numit al Jamaicăi (al optulea în total, incluzându-i pe cei doi guvernatori generali interimari). L-a înlocuit pe Kenneth O. Hall, care a demisionat din motive de sănătate. Numirea sa a fost controversată din cauza legăturilor sale strânse cu Biserica Adventistă de Ziua a Șaptea și a îngrijorărilor legate de posibilitatea ca acesta să nu poată participa la evenimente publice organizate sâmbăta, zi pe care credința sa religioasă o consideră sfântă. Totuși, Allen a demisionat din funcția de conducere a Uniunii Bisericilor Adventiste din Indiile de Vest înainte de a deveni guvernator general.

## Biografie
Patrick Linton Allen s-a născut la Kingston, Jamaica, la 7 februarie 1951. A fost al patrulea dintre cei cinci copii ai lui Ferdinand Allen, agricultor, și ai Christianei Allen (născută Grant), casnică. Părinții săi erau fermieri de subzistență într-o regiune grav afectată de uraganul Charlie în perioada în care s-a născut. În copilărie, Allen a urmat cursurile școlii Fruitful Vale All-Age School. Începând cu clasa întâi, a fost cu un an înaintea colegilor săi de generație.
Inițial, Allen intenționa să studieze pentru a deveni pastor, însă, după ce tatăl său s-a îmbolnăvit grav și nu a mai putut munci, a ales în schimb calea învățământului. La vârsta de 17 ani, a devenit membru al corpului profesoral de la Fruitful Vale All-Age School. Doi ani mai târziu, după moartea tatălui său, Allen a urmat cursurile Moneague Teachers’ College, unde a primit formare pedagogică. După absolvire, a devenit învățător la o școală All-Age din parohia Saint Mary. Între 1979 și 1983, Allen a fost director la mai multe instituții de învățământ: Robins Bay All-Age School, Hillside Primary School și, în cele din urmă, Port Maria High School.

## Lider adventist
Allen a dorit pentru prima dată să fie botezat la vârsta de nouă ani, însă familia sa s-a opus inițial acestei decizii. La 15 septembrie 1962, la vârsta de unsprezece ani, Allen a fost botezat în Biserica Adventistă de Ziua a Șaptea. Pe când încă era cadru didactic, Allen a fost format și hirotonit ca prezbiter, iar ulterior a fost încurajat să urmeze pastoratul. După mai bine de un deceniu petrecut în învățământ, Allen a renunțat la cariera de profesor și s-a mutat în Statele Unite, unde a studiat la Universitatea Andrews. A obținut o diplomă de licență în istorie și religie în 1985, urmată de un master în teologie sistematică un an mai târziu.
Allen s-a întors în Jamaica pentru a sluji ca pastor și a primit responsabilități tot mai mari în cadrul Bisericii Adventiste de Ziua a Șaptea. A fost numit director al departamentelor de educație și comunicare din cadrul Central Jamaica Conference of Seventh-day Adventists, una dintre cele cinci conferințe regionale din Jamaica. Ulterior, a fost desemnat director al departamentelor de educație și viață de familie în cadrul West Indies Union of Seventh-day Adventists, care avea atunci jurisdicție asupra Jamaicăi, Bahamasului, Insulelor Cayman și Insulelor Turks și Caicos.
În 1993 s-a întors la Universitatea Andrews, unde a lucrat în biroul registraturii în timp ce urma un doctorat în administrație și supervizare educațională. După obținerea titlului de doctor în 1998, s-a reîntors în Jamaica, unde a devenit președinte al Central Jamaica Conference, iar în anul 2000, președinte al West Indies Union of Seventh-day Adventists. În 2005, a fost reales pentru un al doilea mandat de cinci ani.
În discursul său de acceptare, Allen a subliniat că activitatea misionară a Bisericii trebuie să abordeze problemele cu care se confruntă comunitatea, inclusiv epidemia de HIV/SIDA, violența domestică, sarcinile în rândul adolescentelor, șomajul și criminalitatea. În această perioadă, Allen a fost de asemenea președinte al consiliilor de administrație ale Northern Caribbean University și Andrews Memorial Hospital.

## Guvernator general
În iulie 2008, guvernatorul general de atunci al Jamaicăi, Kenneth O. Hall, a anunțat că dorește să se retragă din funcție din cauza deteriorării stării de sănătate. A fost însă convins să rămână încă o jumătate de an în funcție. La 13 ianuarie 2009, prim-ministrul Jamaicăi, Bruce Golding (din partea Jamaica Labour Party), a anunțat că Patrick Allen îi va succeda lui Kenneth Hall în funcția de guvernator general. Anunțul a generat controverse, atât din cauza legăturilor strânse ale lui Allen cu Biserica Adventistă de Ziua a Șaptea, cât și din cauza îngrijorărilor că, în calitate de adventist, Allen nu ar putea participa la evenimente publice organizate sâmbăta, zi de odihnă strict respectată în această confesiune.
La 28 ianuarie 2009, Allen a demisionat din funcția de președinte al West Indies Union. De asemenea, a renunțat la funcția de președinte al consiliului de administrație al Northern Caribbean University și la alte funcții religioase în 2009.
La 26 februarie 2009, Allen a devenit al șaselea guvernator general numit oficial al Jamaicăi și al optulea în total (doi au deținut temporar funcția ca guvernatori generali interimari). Deși adventismul de ziua a șaptea este cea mai larg răspândită religie din Jamaica, Allen a fost primul guvernator general adventist al țării și al doilea din regiune, după James Carlisle, fost guvernator general al statului Antigua și Barbuda. Există o tradiție îndelungată de numire a unor foști educatori în această funcție, guvernatorii generali Campbell, Glasspole, Cooke și Hall având, de asemenea, cariere în educație.

## Distincții
În 2006, Allen a fost numit comandor al Ordinului Distincției din Jamaica (CD). La numirea sa ca guvernator general, a devenit membru al Ordinului Națiunii (ON), una dintre cele mai înalte distincții naționale. În mai 2009, Allen a fost numit Cavaler Mare Cruce al Ordinului Sfântului Mihail și Sfântului Gheorghe (GCMG) de către Regina Elisabeta a II-a, numirea fiind retroactivă cu data de 26 martie 2009. La 2 septembrie 2013, Allen a devenit Cavaler de Grație al Ordinului Venerabil al Sfântului Ioan (KStJ).

## Premii
Allen a primit titlul de Doctor Honoris Causa în Servicii Publice din partea Northern Caribbean University, precum și titlul de Doctor Honoris Causa în Drept din partea Andrews University și Oakwood University. Toate cele trei instituții sunt afiliate Bisericii Adventiste de Ziua a Șaptea.